# 1,2-dichloorpropaan
1,2-dichloorpropaan is een organische verbinding met als brutoformule C3H6Cl2. Het is een kleurloze tot gelige, zeer ontvlambare vloeistof met een kenmerkende geur.

## Synthese
1,2-dichloorpropaan werd voor het eerst gesynthetiseerd in 1869 door Carl Schorlemmer. Hij liet chloorgas met propaan reageren:
{\displaystyle {\ce {C3H8 + 2Cl2 -> C3H6Cl2 + 2HCl}}}
Vanuit selectief-synthetisch oogpunt is deze reactie lastig, omdat de reactie, behalve 1,2-dichloorpropaan, ook een hele serie andere chloorhoudende propanen oplevert. Dit heeft te maken met het feit dat deze reactie via een radicalair mechanisme verloopt.

## Toepassingen
1,2-dichloorpropaan wordt gebruikt als oplosmiddel in oliën, was, hars, lijm, ontvettingsmiddelen, pesticiden en vernis. Het is ook een uitgangsstof in organische syntheses.

## Toxicologie en veiligheid
De stof vormt bij verbranding giftige en corrosieve dampen. 1,2-dichloorpropaan tast aluminiumlegeringen en sommige kunststoffen aan.
De stof is irriterend voor de ogen, de huid en de luchtwegen. De stof kan effecten hebben op het centraal zenuwstelsel. Ze is mogelijk carcinogeen (IARC-klasse 3). Bij inname kan ze ernstige nier- en leverschade veroorzaken.